# La Carolina El Potosí
La Carolina "El Potosí", también denominada simplemente como La Carolina, es una localidad y comuna situada en el departamento Río Cuarto, Provincia de Córdoba, Argentina.
Se localiza entre los pueblos de Sampacho, Las Vertientes y Achiras, a aproximadamente 200 km de la Ciudad de Córdoba y a 40 km de la ciudad de Río Cuarto. No existe ruta asfaltada a la comuna, la carretera más cercana es la RN 8.

## Historia
Fue fundado el 25 de mayo de 1938 por Enrique Ladú, al tiempo que surgió el almacén de Emilio Borgobello, cuyo nombre lleva el boulevard central.
Para el 80 aniversario los alumnos de la escuela crearon la bandera.
En 2019 fue adoquinado el boulevard Emilio Borgobello.

## Geografía

### Hidrografía
El recurso hídrico más importante viene del arroyo Las Lajas.

### Población
Cuenta con 165 habitantes (Indec, 2010), lo que no representa cambio frente a los 165 habitantes (Indec, 2001) del censo anterior.
| Gráfica de evolución demográfica de La Carolina entre 1991 y 2010 |
|                                                                   |
| Fuente: Censos nacionales del INDEC                               |

## Economía
Las principales fuentes de ingresos son la agricultura y la ganadería. Entre los principales cultivos se destacan el trigo, el maíz y la soja.
Existe en la comuna una extensión del Programa Pro-huerta del Instituto Nacional de Tecnología Agropecuaria. 

## Educación
La localidad cuenta con la escuela primaria Domingo Faustino Sarmiento y la escuela secundaria IPEM 27 René Favaloro Anexo.